# رامون گومز د لا سرنا
رامون گومز د لا سرنا (۱۸۸۸ ژوئیه ۳ در مادرید - ۱۳ ژانویه ۱۹۶۳ در بوئنوس آیرس) یک نویسنده، نمایشنامه‌نویس و روزنامه‌نگار آوانگارد اهل اسپانیا بود. وی به شدت تأثیرگذار فیلم‌ساز سورئالیست لوئیس بونوئل قرار داشت.
رامون گومز دلا سرنا به ویژه برای گرگوریاز (Greguerías) شناخته شده بود که یک فرم کوتاه از شعر است. گرگوریاز به ویژه قادر است چشم‌انداز جدید و غالباً طنزآمیز را به دست آورد. سرنا بیش از ۹۰ اثر در همه ژانرهای ادبی منتشر کرد. در سال ۱۹۳۳، او به بوینوس آیرس دعوت شد. وی در طول جنگ داخلی اسپانیا در آنجا ماند و در همان‌جا درگذشت.